# Ibn Baboyé
ابوجعفر محمد بن علی بن حسین بن موسی بن بابویه قمی
Abou-Djafar Mohammed ibn Ali ibn Hosaïn ibn Moussa ibn Baboyé al-Qommi (en persan : ابوجعفر محمد بن علی بن حسین بن موسی بن بابویه قمی, Abu Ja'far Muhammad ibn Ali ibn Husayn ibn Musa ibn Babawiyyah Qomi), couramment appelé Ibn Baboyé, est un théologien chiite iranien, né à la fin des années 910 à Qom et mort en 991 à Ray, près de Téhéran. Pour ses travaux, il reçut le surnom de cheikh al-Sadouk (« le maître véridique »). 

## Biographie
Selon les sources anciennes, Ibn Baboyé appartient à une très grande famille de Qom, en Iran bouyide. Son père, Abou-Hassan Ali ibn Hosaïn, mort en 939, aurait d'abord épousé la fille de son oncle, mais il n'eut pas d'enfants. Malgré ses prières constantes, il envoya une lettre à l'imam Zaman, dans laquelle il lui demandait de prier pour qu'il ait un enfant. L'imam lui aurait prophétisé qu'il épousera une femme de Daylam : « Bientôt, Dieu lui accordera un fils qui sera une source de bénédictions et de bonté. » Après ce second mariage, Mohammed nait en premier, suivit par son cadet Hosaïn ibn Ali.
Ibn Baboyé apprend la religion, la science du hadith et la jurisprudence islamique avec son père et plusieurs autres intellectuels renommés de la région. Il voyage énormément durant sa vie, participant notamment à la collecte, la mémorisation et la transmission de hadiths dans tout le califat abbasside. Il aurait visiter le mausolée de l'imam Ali ar-Rida en redjeb 963, et fait le hadjdj en 965.
Invité par l'émir bouyide Rukn ad-Dawla à Ray, où il fait beaucoup de disciples, Ibn Baboyé meurt dans cette ville en 991, et aurait été âgé d'environ 75 ans.

## Dogme de l'impeccabilité
Ibn Baboyé est le premier théologien chiite à considérer que l’isma des imams chiites doit être étendue aux prophètes de l'islam. Il considérait que s'ils pouvaient être sujets à l'étourderies afin de démontrer leur humanité, Dieu les protégeaient contre les péchés majeurs ou mineurs. Son élève al-Moufid (mort en 1022) s'est opposé à une protection contre les péchés pour les prophètes avant leur vocation — exception faite pour Mahomet. Le disciple d'al-Moufid, El-Cherif al-Mourtada (mort en 1044) a écrit un livre sur l'impeccabilité des prophètes et des imams, dans lequel il soutient qu'ils étaient protégés contre les péchés avant et après leur vocation ; ceci est devenu la doctrine imamite.

## Ouvrages
Auteur de près de 300 ouvrages, seules quelques œuvres parmi les plus importantes sont parvenues jusqu'à nous. Il s'agit essentiellement de recueils de hadiths et akhbâr des douze imams :
- Le Livre de celui qui n'a pas de docteur près de lui
- Sources de l'histoire de l'Imam al-Reza , recueil en 2 volumes contenant l'enseignement des VIIe et VIIIe imâms.
- Le Kitab al-I'tiqâdât, où est rédigé le symbole de la foi chiite et des propositions platoniciennes sur la préexistence et la chute de l'âme.
- Le Kitab al-Tawhid (Le Livre de l'Unique) en 65 chapitres, somme de hadiths des imams sur l'affirmation du Tawhid et la compatibilité des théologies positive et négative selon les saints imams.
- Le Kitab al Majalis, traité de gnose chiite, l'une des sources de l'école shaykhie.
- Kamal al-ghayba, contenant les sources majeures concernant l'hagiographie de l'imam caché.
- Le Khisâl, recueil contenant des hadiths consacrées aux « propriétés et vertus » des séries arithmosophiques rythmant les séries d'univers.